# Wilhelm Orbach
Wilhelm Orbach (1894, Offenbach am Main – 1944, Auschwitz) fue un maestro de ajedrez alemán.
Terminó 3.º en Oeynhausen (1922) (22.º DSB–Congress, grupo B), 4.º en Frankfurt (1923) (23.º DSB–Congress, grupo), 3.º-4.º en Breslau en 1925 (24.º DSB–Congress, grupo B) ganó en Fráncfort del Meno (1925) (campeonato de la ciudad), 2.º en Ems (1926) (Cuadrangular).
Orbach ganó en Hyères (1927), fue 4.º en Homburg (1927) (Efim Bogoljubov ganó), empató por la 4.ª-5.ª plaza en Giessen (1928) ganó (Richard Réti), fue 11.º en Duisburgo (1929) (26.º DSB–Congress, ganó Carl Ahues), fue 12.º en Frankfurt (1930) (ganó Aron Nimzowitsch), terminó 6.º en París (L'Echiquier) (1938) (ganó Baldur Hoenlinger).
Fue asesinado en Auschwitz.